# Metro Atlantic Athletic Conference
La Metro Atlantic Athletic Conference (MAAC, /mæk/) è una conferenza atletica collegiale affiliata alla Division I della NCAA, composta da undici scuole situate in tre stati degli Stati Uniti nordorientali: Connecticut, New Jersey e New York.
I membri sono tutti istituzioni private relativamente piccole, una maggioranza cattolica o precedentemente cattolica, con le uniche eccezioni di tre istituzioni secolari: la Rider University e i due membri più recenti della conferenza, la Monmouth University e la Quinnipiac University.
Il MAAC sponsorizza 23 sport ed è anche sede di 17 istituzioni associate.